# Вэй Гоцин

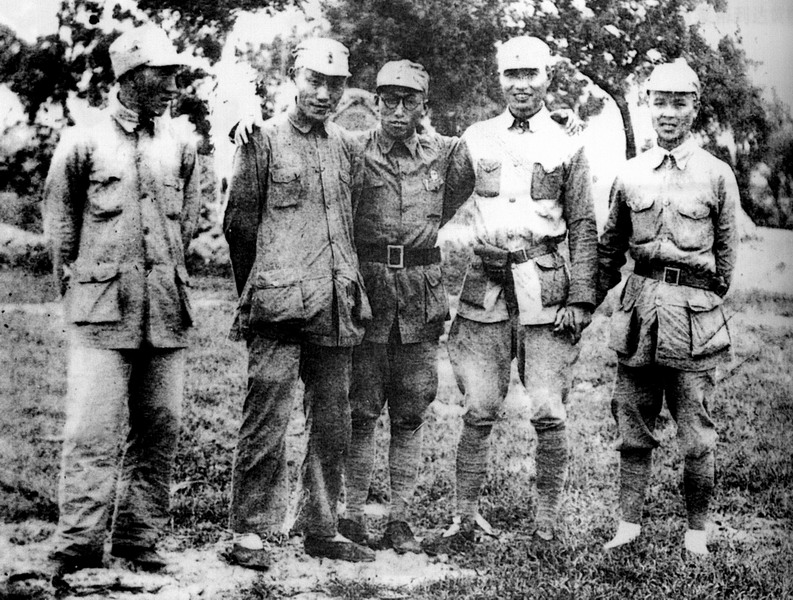
Крайние справа Чжан Айпин и Вэй, 1940 год

Вэй Гоци́н (кит. трад. 韋國清, упр. 韦国清, пиньинь Wéi Guóqīng, чжуанск. Veiz Gozcing, 2 сентября 1913 — 14 июня 1989) — китайский генерал и политик, генерал-полковник, зампред ВК НПКСК 4—5 созывов (1964—83), зампред ПК ВСНП 4—7 созывов (1975—89).
Член КПК с 1931 года, член ЦК КПК 9—12 созывов (1969—87, кандидат 8 созыва (с 1956 года, переведен в члены с 1966 года?)), член Политбюро ЦК КПК 10—12 созывов (1973—82).
Единственный чжуан (национальность), являвшийся членом Политбюро ЦК КПК.

## Биография
По национальности чжуан.
В шестнадцатилетнем возрасте присоединился к Красной армии Китая. К 1949 году являлся замполиткомиссара генерала Е Фэя.
C образованием в 1949 году Нового Китая стал военным мэром Фучжоу, после — Сучжоу.
В 1950 году возглавлял группу китайских военсоветников во Вьетнаме.
В 1955—66 годах (после реорганизации Гуанси) предправительства и в 1961—66 и 1967—77 годах глава парткома АР Гуанси, а в 1968—1975 годах глава ревкома Гуанси.
Также в 1964—1975 годах 1-й политкомиссар военрайона Гуанси.
В 1973—78 годах политкомиссар Гуанчжоуского военного округа.
В 1975—79 годах губернатор и в 1975—78 годах глава парткома пров. Гуандун.
В 1977—82 годах начальник Главного политического управления НОАК.
Выразил несогласие с реформами Дэн Сяопина и был смещён, сменил его генерал Юй Цюли.
Генерал-полковник (27.09.1955), звание присвоено с введением воинских званий в НОАК.